# حفلة النجوم

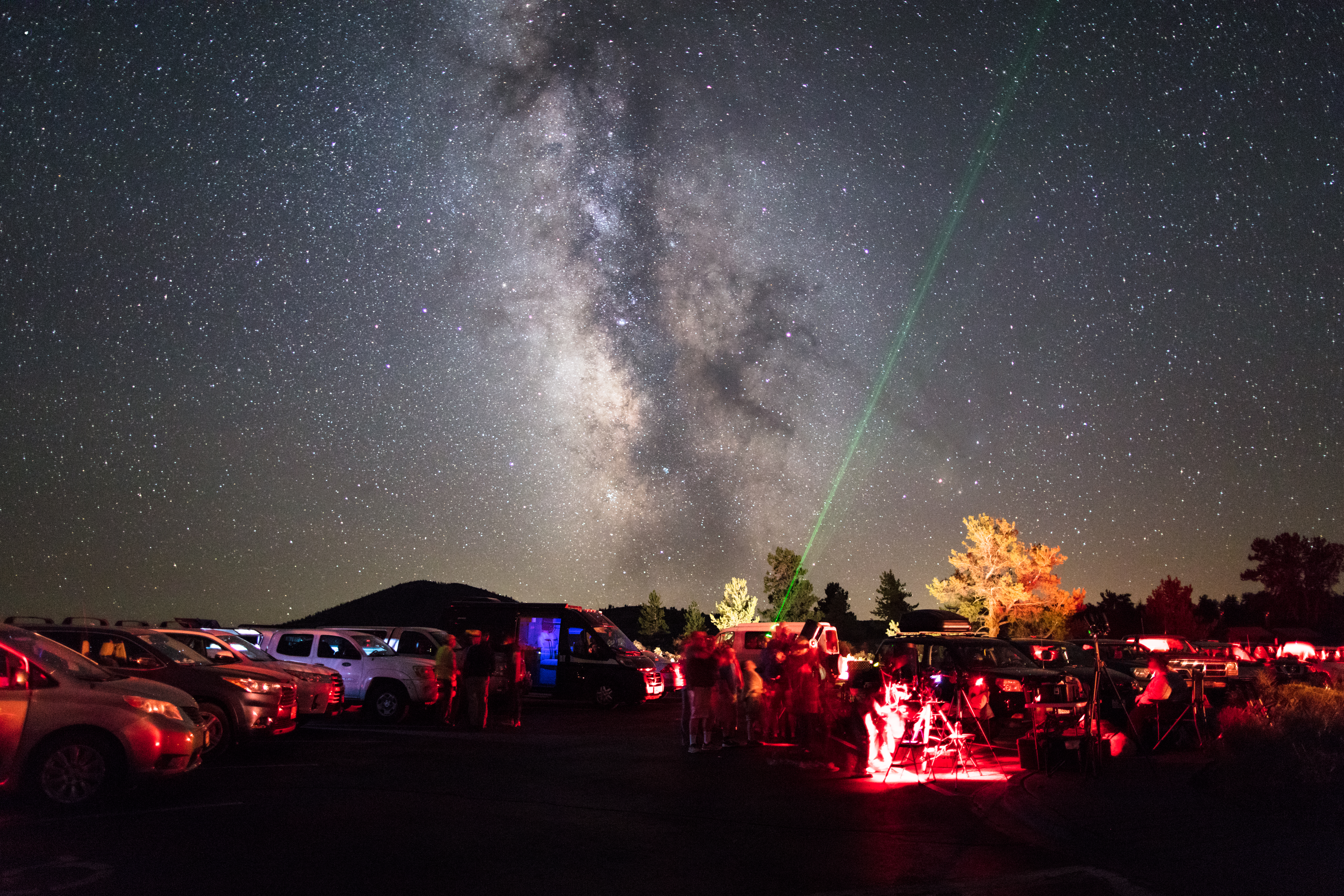
صورة لتجمع النجوم في السماء

حفلة النجوم هي اجتماع لهواة علم الفلك لهدف مراقبة أجسام و أحداث في السماء.حفلات النجوم المحلية قد تكون لليلة واحد فقط ،ولكن الفعالية الأكبر قد تدوم لأسبوع أو أكثر و تجذب المئات أو الآلاف من المشاركين.العديد من النوادي الفلكية تقوم بحفلة النجوم شهريًا خلال الأشهر الأكثر دفئًا.حفلات النجوم الإقليمية الكبيرة تقام سنويًا و تعد جزء مهم من هواية هاويين علم الفلك،وتقام هذه الحفلات في موقع طبيعي مظلم بعيدًا عن التلوث الضوئي.
يُحضر المشاركين التلسكوبات  والمناظير من كل الأنواع و الأحجام و يقضون الليل يراقبون الاأجسام الفلكية مثل :الكواكب ،و المذنبات ،و النجوم،و الأجسام في أعماق السماء معاً .التصوير الفلكي و التصوير الحاسوبي رائجة أيضًا في حفلات النجوم الأضخم  ،المحاضرات ،أماكن التقايض ،و المعارض للتيلسكوبات المصنوعة في البيت ،المسابقات ،الجولات و السحب للفوز و أنشطة مشابهة أخرى شائعة أيضًا. قد يقوم البائعون ببيع تشكيلة من المعدات الفلكية في هذه الحفلات .و في الاجتماعات الأخرى للهواة تطغى روح الصداقة  و النقاشات المختلفة  للهواة تحدث في أي حفلة نجوم .